# 121e compagnie de transmissions
La 121e compagnie de transmissions (121e CT) est une unité militaire de l'Armée de terre française.

## Histoire
La 121e compagnie de transmissions est créée au sein du 21e corps d'armée lors de la mobilisation en 1939. Elle se distingue lors des combats dans la Meuse en 1940.
En 1965, la compagnie rejoint l'école des transmissions et s'installe au camp de Pannes, près de Montargis. Elle assure le soutien de l'école et reçoit la mission d'armer le PC du chef d'état-major de l'Armée de terre en temps de crise. 
La 121e CT est dissoute en 1984.
Elle est recréée le 24 juin 2020 à Cesson-Sévigné en présence du général Serra, père de l’arme des transmissions.
La compagnie est chargée de soutenir le commandement de l'appui terrestre numérique et cyber (CATNC).